# Тейлор, Джил Болти
Джил Болти Тейлор (англ. Jill Bolte Taylor, род. 4 мая 1959 года) — американский нейроанатом, автор и оратор. Обширный инсульт, случившийся в возрасте 37 лет, и последующее восстановление повлияли на её работу как учёного и оратора. О пережитом опыте она написала книгу «Мой инсульт был мне наукой» (англ. My Stroke of Insight, A Brain Scientist’s Personal Journey), вышедшей в 2006 году. После её выступления на TED книга стала бестселлером и была переведена на многие языки.

## До инсульта
Джил Болти Тейлор родилась в 1959 году в американском городе Луисвилл штата Кентукки. У Тейлор был брат, страдающий шизофренией. Ей хотелось понять, в чём состоит отличие между «нормальным» и «больным» мозгом.
Она занялась исследованиями мозга людей, страдающих шизофренией и другими психическими заболеваниями. Была в составе совета директоров NAMI (National Alliance on Mental Illness) в 1994—1997 годах. Так как в то время был дефицит донорских мозгов для посмертного исследования, Джил Тейлор путешествовала, убеждая людей после смерти отдавать мозг в Гарвардский Мозговой Банк. Так как тема была для многих шокирующей, она придумала и стала исполнять весёлую шуточную песенку про донорство мозга, чтобы разбавить напряжённое выступление, и стала известна как «поющий учёный» (aнгл. The Singing Scientist).

## Инсульт
Утром 10 декабря 1996 года у Джил Тейлор случился инсульт. Причиной было кровоизлияние вследствие артериовенозной мальформации. Через три недели на мозге была успешно проведена операция, во время которой был удалён сгусток крови размером с мяч для гольфа, давящий на речевые центры в левом полушарии её мозга.
Полное восстановление заняло восемь лет.

## Книга
Одной из причин, вдохновлявших Джил Тейлор пройти через опасную операцию и длительное восстановление, было желание рассказать о пережитом с точки зрения профессионального нейроанатома, что могло бы помочь лучше понимать механизмы человеческого мозга, а также помочь другим людям при реабилитации после инсульта и даже при различных психических заболеваниях.
В 2006 году вышла её книга «Мой инсульт был мне наукой» (англ. My Stroke of Insight, A Brain Scientist’s Personal Journey), где она подробно рассказала о событиях своего инсульта и восстановления, а также дала свои рекомендации.
В книге много внимания уделяется мыслям и ощущениям в период повреждения мозга. В результате травмы левого полушария возникало чувство эйфории, единения со Вселенной; также была сильно нарушена связь с реальным миром, в результате чего изображение и звук воспринимались искажённо, была утеряна возможность понимать речь, говорить и т. д.
Книга доступна больше чем на 30 языках.